# Ilički neboder
Ilički neboder (poznat i kao Ilica 1, Neboder u Ilici ili samo Neboder) poslovni je neboder u Zagrebu. Nalazi se na Trgu bana Jelačića, a službena mu adresa glasi Ilica 1, pa otuda dolazi i ime. Povijest ga bilježi kao prvi poslovni neboder u Hrvatskoj.

## Gradnja
Gradnja je počela 1957. godine i trajala je godinu dana. Glavni arhitekti projekta bili su Slobodan Jovičić, Josip Hitil i Ivan Žuljević, dok su glavni investitori bile tvrtke Končar i Ferimport. Ilički neboder bio je prva zgrada u tadašnjoj Jugoslaviji koja je imala aluminijsku fasadu. Proizvođač aluminijskih ploča bila je tvrtka Utva Pančevo iz Srbije. Neboder je otvoren 22. kolovoza 1959., a otvorio ga je Većeslav Holjevac, tadašnji zagrebački gradonačelnik. Osim po fasadi, zgrada je nakon otvorenja bila poznata i kao najviši jugoslavenski poslovni neboder. Godine 2007. postavljenjem ploča od tamnog stakla obnovljena je fasada.

## Osnovne karakteristike
Ilički neboder ima 17 katova, a visok je 70 metara. U podnožju nebodera nalaze se trgovački prostori, a na katovima uredski prostori. Posljednji kat namijenjen je za vidikovac, i otvoren je za javnost. Ukupna površina iznosi 5.600 četvornih metara.